# Murrumbidgee River
Der Murrumbidgee River ist ein 1579 Kilometer langer rechter Nebenfluss des Murray River im australischen Bundesstaat New South Wales. In der Sprache der Aborigines wird er auch Morumbidschi oder Murrumbidschi genannt; der Name bedeutet „großer Fluss“.

## Geografie

### Flusslauf
Der Murrumbidgee entspringt auf dem Nordostabhang der Snowy Mountains, in der Nähe des Mount Kosciuszko, des höchsten Berges von Australien.
Er fließt zunächst nach Südosten durch den Tantangara-Stausee bis etwa zehn Kilometer nördlich der Stadt Cooma. Dort wendet er seinen Lauf nach Norden bis Canberra, der Hauptstadt Australiens. Von dort fließt er in einem weiten Bogen nach Westen durch die weiten Weidegründe des Murray-Darling-Beckens  Bei Hochwasser begegnen sich dort die vom Murrumbidgee River und die vom weiter südlich parallel laufenden Murray River ausgesandten Flussarme. Weiter westlich nimmt der Fluss seinen größten Nebenfluss, den seichten Lachlan River, der die Cullarin Range durchfließt, auf. Unterhalb von Wagga Wagga erhält er kaum noch Zuflüsse, speist aber zahlreiche Bewässerungskanäle, so dass seine Wasserführung von 147 m³/s abnimmt auf unter 50 m³/s wenig oberhalb der Mündung in den Murray River bei Boundary Bend.
Bei Hochwasser ist der Murrumbidgee River bis Gundagai für kleine Schiffe befahrbar.
Zu den wichtigen Städten, die am Lauf des Murrumbidgee River liegen, gehören Wagga Wagga und Canberra.

### Nebenflüsse (mit Mündungshöhe)
Der Murrumbidgee River hat folgende Nebenflüsse:
- McPhersons Creek – 1329 m
- Dairymans Creek – 1287 m
- Tantangara Creek – 1257 m
- Nungar Creek – 1220 m
- Mosquito Creek – 1215 m
- Paytens Creek – 1170 m
- Farm Creek – 1149 m
- Duncan Creek – 1051 m
- Dog Plain Creek – 1033 m
- Boundary Creek – 1021 m
- Goorudee Rivulet – 967 m
- Long Corner Creek – 965 m
- Jones Creek – 952 m
- Back Creek – 913 m
- Bennetts Creek – 846 m
- Bulga Creek – 809 m
- Spring Creek – 772 m
- Slacks Creek – 770 m
- Bridle Creek – 770 m
- Pilot Creek – 736 m
- Numeralla River – 713 m
- Murrumbucca Creek – 708 m
- Long Flat Creek – 702 m
- Billillingra Creek – 700 m
- Bredbo River – 695 m
- Spring Vale Creek – 693 m
- Snowy Creek – 679 m
- Michelago Creek – 667 m
- Colyers Creek – 661 m
- Ingalara Creek – 659 m
- Gundoandra Creek – 657 m
- Guises Creek – 596 m
- Reedy Creek – 595 m
- Gudgenby River – 573 m
- Cotter River – 466 m
- Uriarra Creek – 447 m
- Molonglo River – 446 m
- Ginninderra Creek – 430 m
- Tinkers Creek – 424 m
- Oaky Creek – 381 m
- Jeir Creek – 377 m
- Mullion Creek – 377 m
- Gooda Creek – 366 m
- Dam Creek – 365 m
- Copplestone Creek – 360 m
- Mountain Creek – 355 m
- Goodradigbee River – 345 m
- McPhersons Swamp Creek – 345 m
- Yass River – 344 m
- Mistake Creek – 295 m
- Jeremiah Creek – 292 m
- Jugiong Creek – 247 m
- Cooneys Creek – 239 m
- Tumut River – 222 m
- Muttama Creek – 221 m
- Adelong Creek – 212 m
- Oaky Creek – 207 m
- Billabong Creek – 203 m
- Hillas Creek – 198 m
- Sandy Creek – 195 m
- Wantiool Lagoon – 194 m
- Wantabadgery Lagoon – 194 m
- Tarcutta Creek – 189 m
- Kyeamba Creek – 185 m
- Houlaghans Creek – 174 m
- Beavers Creek – 171 m
- Old Man Creek – 157 m
- Sandy Creek – 157 m
- Bundidgerry Creek – 156 m
- Middle Creek – 154 m
- Oak Creek – 153 m
- Yanco Creek – 146 m
- Euroley Creek – 143 m
- Cudgel Creek – 142 m
- Coleambally Canal – 139 m
- Bareena Creek – 137 m
- Tumbullen Creek – 129 m
- Uri Creek – 125 m
- Cumbungi Creek – 122 m
- Bingagee Creek – 120 m
- Gum Creek – 102 m
- Fiddlers Creek – 88 m
- Coonoon Creek – 86 m
- Nimmie Creek – 83 m
- Caira Cutting – 79 m
- North Redbank Channel – 76 m
- North Redbank Channel – 71 m
- Lachlan River – 68 m
- Uara Creek – 65 m

### Stauseen und Seen (mit Höhe)
Er durchfließt folgende Seen und Stauseen:
- Tantangara-Stausee – 1231 m
- Lake Burrinjuck – 326 m

## Geschichte

### Entdeckung

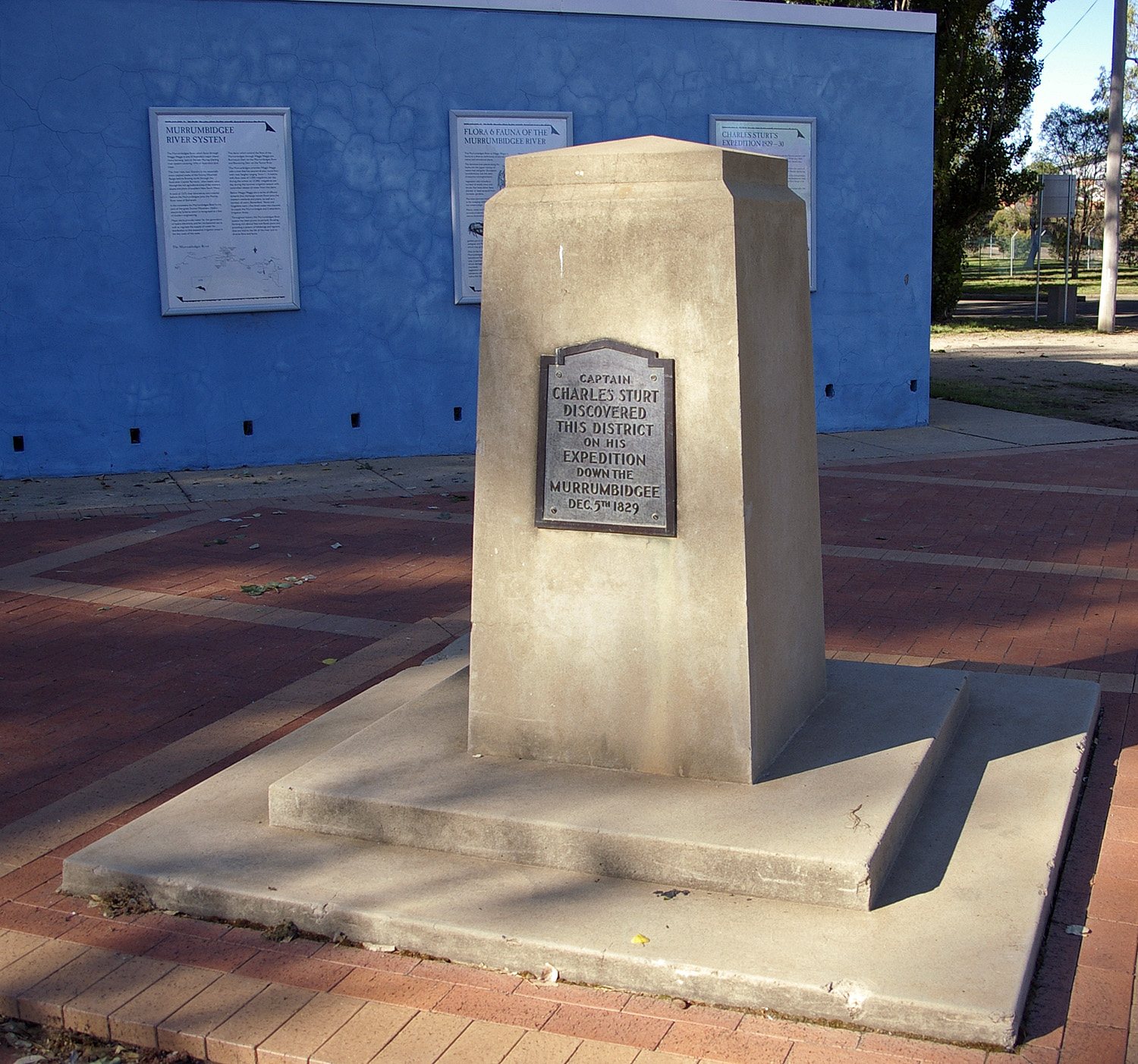
Denkmal von Charles Sturt in Wagga Beach in Wagga Wagga

Der Murrumbidgee River war den europäischen Siedlern bereits bekannt, noch bevor sie ihn tatsächlich entdeckten. 1820 informierte der Entdecker Charles Throsby den Gouverneur von New South Wales, dass er „die Entdeckung eines großen Salzwasserflusses, der von den Aborigines 'Mur-rum-big-gee' genannt wird“ erwarte. In seinen Expeditionsbericht schrieb Throsby später die Fußnote „Dieser Fluss oder Bach wird von den Eingeborenen 'Yeal-am-bid-gie' genannt “. Der Fluss, über den er gestolpert war, war aber tatsächlich der Molonglo River. Throsby erreichte der Murrumbidgee River dann im April 1821.
1823 erreichten der Brigademajor John Ovens und der Kapitän Mark Currie den Oberlauf der Murrumbidgee River, als sie das Gebiet südlich des Lake George erforschten. 1829 ruderten und segelten Charles Sturt und seine Expedition auf dem Unterlauf des Murrumbidgee River von Narrandera bis zur Mündung in den Murray River und dann den Murray River abwärts bis zum Meer. Anschließend ruderten und segelten sie – wenn möglich – gegen die Strömung zurück. Das Becken des Murrumbidgee River wurde in den 1830er-Jahren zur Besiedelung freigegeben und wurde bald zu einem wichtigen Anbaugebiet.

### Fluten

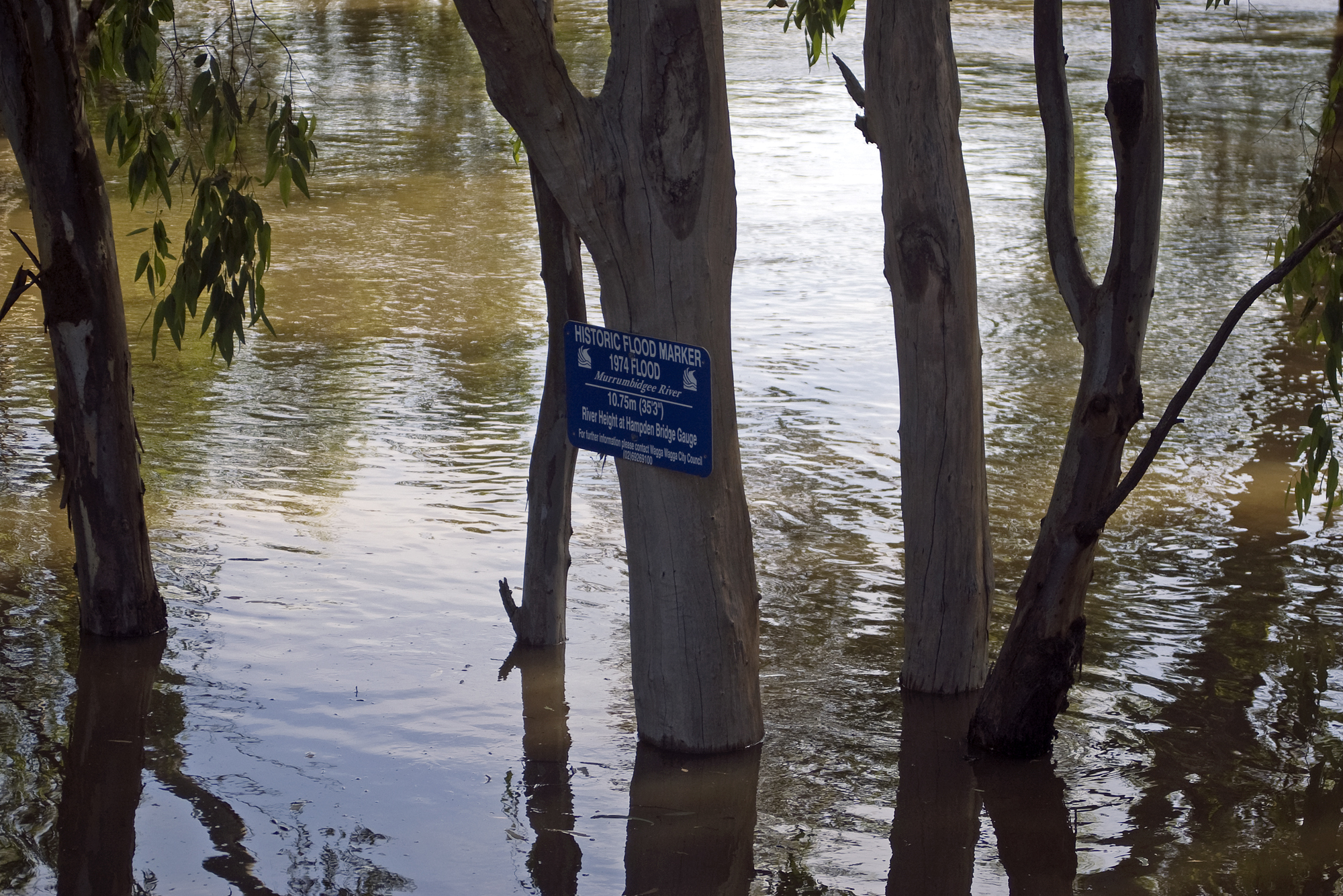
Hochwasser am Murrumbidgee River und Flutmarker des Wasserstandes 1974 in Wagga Wagga

Der Fluss stieg in Gundagai zwischen 1852 und 2010 neunmal über 7 m. Seit 1925 fallen die Fluten geringer aus, mit Ausnahme der beiden 1974 und im Dezember 2010, als der Fluss auf einen Stand von 10,2 m in Gundagai stieg. Bei der Überflutung 1852 stieg der Fluss auf etwas mehr als 12,2 m, im folgenden Jahr auf über 12,5 m. Der Bau des Burrinjuck-Staudamms 1907 hat die Überschwemmungen deutlich reduziert. Dennoch gab es 1925 und 1974 größere Fluten.
Die bekannteste Flut war die von 1852, als die Stadt Gundagai und mit ihr 89 Bewohner – ein Drittel der damaligen Bevölkerung – weggeschwemmt wurden. Die Stadt wurde dann auf höher gelegenem Gelände wieder aufgebaut.
1925 starben vier Personen und die Flut dauerte acht Tage.
Die Eindämmung der Überschwemmungen hat Auswirkungen auf die Wildtiere, die Vögel und die Bäume. Die Vogelpopulationen haben abgenommen und die Bäume in den Eukalyptusauwälder verlieren mit der Zeit ihre Kronen.